# Bacanius punctiformis
Bacanius punctiformis är en skalbaggsart som först beskrevs av J. L. Leconte 1853.  Bacanius punctiformis ingår i släktet Bacanius och familjen stumpbaggar. Inga underarter finns listade i Catalogue of Life.